# Peng Xuwei
Det här är en artikel om en person med kinesiskt personnamn; Peng är familjenamnet.
Peng Xuwei (kinesiska: 彭旭玮), född 15 januari 2003, är en kinesisk simmare.

## Karriär
Vid olympiska sommarspelen 2020 i Tokyo, som arrangerades 2021, tävlade Peng i tre grenar. Individuellt slutade hon på sjunde plats på 200 meter ryggsim samt blev utslagen i semifinalen på 100 meter ryggsim. Peng var även en del av Kinas kapplag som slutade på fjärde plats på 4×100 meter medley.
Vid långbane-VM 2023 i Fukuoka tog Peng brons på 200 meter ryggsim. Vid olympiska sommarspelen 2024 i Paris slutade hon på sjätte plats på 200 meter ryggsim.